# La sardana de les monges
La sardana de les monges és una composició per a veus mixtes d'Enric Morera sobre un poema d'Àngel Guimerà.
La sardana va ser prohibida durant la dictadura de Primo de Rivera (1922-1930), la qual cosa va incrementar la seva popularitat durant la instauració de la República el 1931 i durant la guerra.

## Lletra
Al davant de l'ermita de Sant Rafel
les sardanes airoses pugen al cel, 
i tothom sent en l'ànima dolçor de mel.
Sardanes com aquestes mai s'han sentit.
Fins les ballen els avis quan ve la nit.
I als genolls de la mare canta el petit.
Per planúries i serres escampa el vent
de la cobla les notes alegrement, 
i fins l'ona s'hi acosta, que al lluny la sent.
En un coll de muntanyes hi ha un monestir.
De puntetes les monges van al jardí, 
que les roses encenen, i el llessamí.
Les sardanes arriben fins als seus cors 
amb gatzara i rialles dels balladors, 
i entorn d'elles, els arbres, quines remors!
Dues monges, a l'ombra, les mans s'han pres; 
ja se n'hi ajunten d'altres, i altres després; 
les de més lluny s'acosten; tothom ja hi és.
Ballen totes porugues, ben dolçament; 
enrogides de galtes, mig somrient, 
i sos peus en la terra, ni menys se'ls sent.
Rondinant l'abadessa ja se n'hi va.
Sent-hi a prop, llagrimeja; no sap renyar, 
que ella també n'és filla de l'Empordà.
La lluna que s'aixeca, les monges veu.
Pel damunt de la tàpia la cara treu, 
i així els diu, bondadosa: -Balleu, balleu!